# Reidar Hjermstad
Reidar Hjermstad, né le 15 novembre 1895 à Elverum, est un fondeur norvégien.

## Biographie
Il représente le Hernes IL et prend part aux Championnats du monde 1962, où il est seizième du trente kilomètres. Au mois de mars, il est deuxième sur cinquante kilomètres au Festival de ski de Holmenkollen. Un an plus tard, il effectue la meilleure compétition de sa carrière aux Jeux du ski de Lahti, gagnant le quinze et le cinquante kilomètres. Il reçoit ainsi la Médaille d'or de l'Aftenposten et est choisi comme sportif norvégien de l'année.
Aux Jeux olympiques d'hiver de 1968, il se classe 17e du quinze kilomètres et huitième du cinquante kilomètres. En 1971, il arrive troisième du cinquante kilomètres au Festival de ski de Holmenkollen et la Médaille Holmenkollen lui est décernée. Finalement, à son dernier grand championnat, les Jeux olympiques de Sapporo en 1972, il se classe quatrième de la course sur cinquante kilomètres.
Aux Championnats de Norvège, il est deux fois vainqueur du quinze kilomètres (1963 et 1968) et du cinquante kilomètres (1964 et 1969).